# Mariene ecoregio Eilanden Golf van Guinee
De Mariene ecoregio Eilanden Golf van Guinee (84) (Engels: Gulf of Guinea Islands marine ecoregion) is een biogeografische regio en ligt in het oosten van de Atlantische Oceaan in de Mariene provincie Golf van Guinee (17) in het Marien rijk Tropische Atlantische Oceaan. De mariene ecoregio is vastgesteld door het World Wide Fund for Nature en The Nature Conservancy en is vernoemd naar de Golf van Guinee.
In het noorden en noordoosten grenst het gebied aan de mariene ecoregio Centrale Golf van Guinee (83) en in het zuidoosten aan de mariene ecoregio Zuidelijke Golf van Guinee (85).

## Geografie
De mariene ecoregio ligt in het oosten van de Atlantische Oceaan rond de eilandengroep van Sao Tomé en Principe en rond het eiland Annobón van Equatoriaal-Guinea in de Golf van Guinea.
Door het gebied stroomt de Guineestroom en de Angolastroom.

## Biogeografie
Het gebied kent zeeleven dat houdt van tropische temperaturen.